# Głos (gazeta w Czechach)
Głos – Gazeta Polaków w Republice Czeskiej – polska gazeta wydawana w Czechach, wcześniej w Czechosłowacji od 9 czerwca 1945 roku. W latach 1945– 2017 była wydawana pod nazwą Głos Ludu.

## Historia
Od 1945 do 1989 była organem Komunistycznej Partii Czechosłowacji. Początkowo wydawana jako tygodnik, później ukazywała się dwa razy w tygodniu, w latach 1951-2017 – trzy. Od roku 2018 doszło do zmiany nazwy na Głos, gazeta ukazuje się dwa razy w tygodniu.
Na samym początku siedzibą redakcji był Frysztat, następnie Czeski Cieszyn i Ostrawa – Mariańskie Góry, a od 2003 ponownie Czeski Cieszyn. Od lipca 2018 siedziba redakcji mieści się w gmachu Zarządu Głównego Polskiego Związku Kulturalno-Oświatowego.
W 2018 gazeta „Głos” została uhonorowana Nagrodą im. Macieja Płażyńskiego w kategorii „redakcja medium polonijnego” (za profesjonalizm oraz konsekwentny wysiłek, którego efektem jest wydawanie kilka razy w tygodniu gazety dla Polaków w Czechach). 

## Redaktorzy naczelni
- Henryk Jasiczek (do 1958),
- Jan Szurman (1958–1964),
- Tadeusz Siwek (1964–1969),
- Stanisław Kondziołka (1969–1986),
- Henryk Kiedroń (1986–1991),
- Marek Matuszyński (p.o., 1991),
- Marian Siedlaczek (1992–1994),
- Władysław Biłko (1994–2000),
- Henryka Bittmar,
- Kazimierza Santarius (p.o.),
- Danuta Branna (2003–2005),
- Beata Schönwald (2005–2008)
- Wojciech Trzcionka (2008–2010),
- Tomasz Wolff (p.o., 2010, 2011–)